# Un alma sentenciada
"Un Alma Sentenciada" é o segundo single do décimo álbum de estúdio de Thalía, El Sexto Sentido (2005). A balada foi escrita por Estéfano e Julio Reyes e produzida por Estéfano. Os remixes da música foram feitos por Hex Hector (como HQ2), Dennis Nieves, Jean Smith e Javier Garza.
"Un Alma Sentenciada" é uma das músicas que comprovam suas altas habilidades vocais.
A versão do remix Hex Hector alcançou a posição # 37 da "Dance / Club Play Songs da Billboard".

## Vídeo musical
Dirigido por Jeb Brien e filmado em Nova Jersey, o videoclipe de "Un Alma Sentenciada" conta a história de uma mulher eremita que vive em uma cidade perdida. Ela mora sozinha e, portanto, se sente surpresa quando encontra um sapato estranho no chão.
Então, ela começa a procurar o intruso e encontra um homem pobre e ferido. Ela o leva para casa, cuida dele e lava os pés dele. Finalmente, ela adormece ao seu lado, e ela tem um sonho onde o pobre homem é Jesus , que coloca uma pequena pedra na mão. Quando ela acorda, o homem não está ao seu lado, mas a rocha de seu sonho está em sua mão. Então, ela percebe que o sonho não era um sonho.
O vídeo foi lançado oficialmente pela revista de TV "Primer Impacto".

## Listagem de faixas
Mexican 5" CD single
1. "Un alma sentenciada" [Album Version] – 3:41

U.S. Remixes 5" CD single
1. "Un Alma Sentenciada" [HQ2 Club] – 7:42
2. "Un Alma Sentenciada" [HQ2 Dub] – 5:13
3. "Un Alma Sentenciada" [HQ2 Radio] – 3:36
4. "Un Alma Sentenciada" [Reggaeton Mix] – 4:16
5. "Un Alma Sentenciada" [Reggaeton Mix] (feat. Chavito) – 3:49
6. "Un Alma Sentenciada" [Salsa Version] – 4:41
7. "Un Alma Sentenciada" [Grupero Version] – 2:55
8. "Un Alma Sentenciada" [Ranchera Version] – 3:49
9. "Un Alma Sentenciada" [Album Version] – 3:41

## Desempenho nas tabelas musicais

### Posições
| Chart (2005/2006)                            | Maior posição |
| -------------------------------------------- | ------------- |
| Estados Unidos (Billboard Hot Latin Songs)   | 11            |
| Estados Unidos (Billboard Latin Pop Airplay) | 11            |
| Estados Unidos (Billboard Tropical Airplay)  | 6             |
| Estados Unidos (Billboard Dance Club Songs)  | 37            |